# Laguna Buenos Aires
La laguna Buenos Aires es una laguna amazónica boliviana de agua dulce, ubicada en el municipio de Santa Ana del Yacuma de la provincia de Yacuma en el departamento del Beni. Se encuentra a una altitud de 206 metros sobre el nivel del mar y presenta unas dimensiones de 3,63 kilómetros de largo por 2,43 kilómetros de ancho y una superficie de 7,6 km², con un perímetros costero de 10,7 kilómetros.
- Datos: Q4985537